# Дреново (дем Въртокоп)
Вижте пояснителната страница за други значения на Дреново.
Дреново (изписване до 1945 година: Дрѣново; на гръцки: Κρανέα, Кранеа или Κρανιά, Крания) е село в Егейска Македония, Гърция, област Централна Македония, дем Въртокоп.

## География
Селото е разположено на 320 m надморска височина в западното подножие на планината Паяк (Пайко).

## История

### В Османската империя
В XIX век Дреново е малко българско село във Воденската каза на Османската империя. Александър Синве („Les Grecs de l’Empire Ottoman. Etude Statistique et Ethnographique“), който се основава на гръцки данни, в 1878 година пише, че в Дреновон (Drénovon), Воденска епархия, живеят 210 гърци, като данните може би се отнасят за Древено. Селото се разпада в 1892 година поради разбойничество и жителите му се изселват в околните български села.

### В Гърция
По време на Балканската война в 1912 година в селото влизат гръцки части и то остава в Гърция след Междусъюзническата война в 1913 година. В 1913 година е регистрирано без жители.
Селото е обновено след Гръцко-турската война, в 1924 година, когато в него са настанени гърци бежанци от градчето Севастия в Мала Азия. Името на селото е променено на Кранеа.
В 1947 година по време на Гражданската война, населението на селото е изселено в Калиница и Мандалево и се връща в края на войната в 1950 година.
Селото се занимава със скотовъдство, като се произвежда и тютюн и жито.
| Година    | 1913 | 1920 | 1928 | 1940 | 1951 | 1961 | 1971 | 1981 | 1991 | 2001 | 2011 | 2021 |
| --------- | ---- | ---- | ---- | ---- | ---- | ---- | ---- | ---- | ---- | ---- | ---- | ---- |
| Население | 0    |      | 677  | 269  | 274  | 314  | 208  | 134  | 139  | 130  | 73   | 61   |